# Черемис (село)
Черемис — село Ковылкинского района Республики Мордовия в составе Рыбкинского сельского поселения. 

## География
Находится на расстоянии примерно 25 километров по прямой на север-северо-запад от районного центра города Ковылкино.

## Истории
Известно с 1613 года.
В алфавите дач к Плану Генерального межевания имеется запись за 1784 год, содержащая следующий текст: "Дракина, Черемишник тож - сельцо действительного статского советника Дмитрия Васильевича Тенишева." Указано 208 душ мужского населения и 879 десятин земли. Дракино, Черемишник - топонимы встречающиеся на картах Менде и ПГМ, относящиеся к данному поселению.
В 1869 году оно было учтено как владельческая деревня Краснослободского уезда из 41 двора.

## Население
Постоянное население составляло 271 человек (русские 92%) в 2002 году, 218 в 2010 году .